# Golubići (Szamobor)
 Golubići  falu Horvátországban Zágráb megyében. Közigazgatásilag Szamoborhoz tartozik.

## Fekvése
Zágrábtól 35 km-re, községközpontjától 15 km-re nyugatra a Zsumberk-Szamobori-hegység északi lejtőin fekszik. Településrészei: Delivuki, Đurašini, Jelenići, Herakovići, Rajići Žumberački és Šobatovići.

## Története
A települést az 1530 táján ide települt uszkókok alapították. Görögkatolikus plébániáját 1810-ben létesítették, addig Pećno plébánájához tartozott. 
1857-ben 128, 1910-ben 275 lakosa volt. Trianon előtt Zágráb vármegye Szamobori járásához tartozott. 1931-ig Grabar volt a hivatalos neve. A településnek egykor iskolája volt, mely a templom mellett ma is álló épületben működött. 1804-ben épített régi plébániája a II. világháborúban megsemmisült,  romjai ma is láthatók a templom közelében. 2011-ben 17 lakosa volt. Lakói mezőgazdasággal, állattenyésztéssel, szőlőműveléssel foglalkoznak.

## Lakosság
| Lakosság változása | Lakosság változása | Lakosság változása | Lakosság változása | Lakosság változása | Lakosság változása | Lakosság változása | Lakosság változása | Lakosság változása | Lakosság változása | Lakosság változása | Lakosság változása | Lakosság változása | Lakosság változása | Lakosság változása | Lakosság változása |
| ------------------ | ------------------ | ------------------ | ------------------ | ------------------ | ------------------ | ------------------ | ------------------ | ------------------ | ------------------ | ------------------ | ------------------ | ------------------ | ------------------ | ------------------ | ------------------ |
| 1857               | 1869               | 1880               | 1890               | 1900               | 1910               | 1921               | 1931               | 1948               | 1953               | 1961               | 1971               | 1981               | 1991               | 2001               | 2011               |
| 128                | 189                | 208                | 219                | 226                | 275                | 261                | 276                | 244                | 241                | 212                | 141                | 69                 | 34                 | 17                 | 17                 |

## Nevezetességei
Keresztelő Szent János tiszteletére szentelt plébániatemploma 1912-ben épült, 1955-ben megújították.
Védett épület a 9. számú, hagyományos fa lakóház. A ház a falu útja mentén épített kis lakó- és gazdasági épületcsoportban épült, amely házból, disznóólból, pajtából és fáskamrából áll. Az 1925-ben épült földszintes épület, félig földbe süllyeszetett tégla építésű pincével rendelkezik, mivel a ház rendkívül lejtős terepre épült. A keleti oromzatra két kisebb ablak közé az építkezéskor egy kis tábla került, amelyre ez volt írva: "ÉPÍTETTE", alatta pedig "P.L.G. 1925”. A ház belseje négyszobás: a bejárati részből, a konyhából, egy nagyszobából és egy hálószobából áll. A házban a konyhában egy nagy tégla kályha található.